# Claude Jacquart
Claude Jacquart (o Jacquand Claude, Jacquand Claudius) fue un pintor lorenés, bautizado en Nancy el 7 de abril de 1686, donde murió el 8 de julio de 1736.

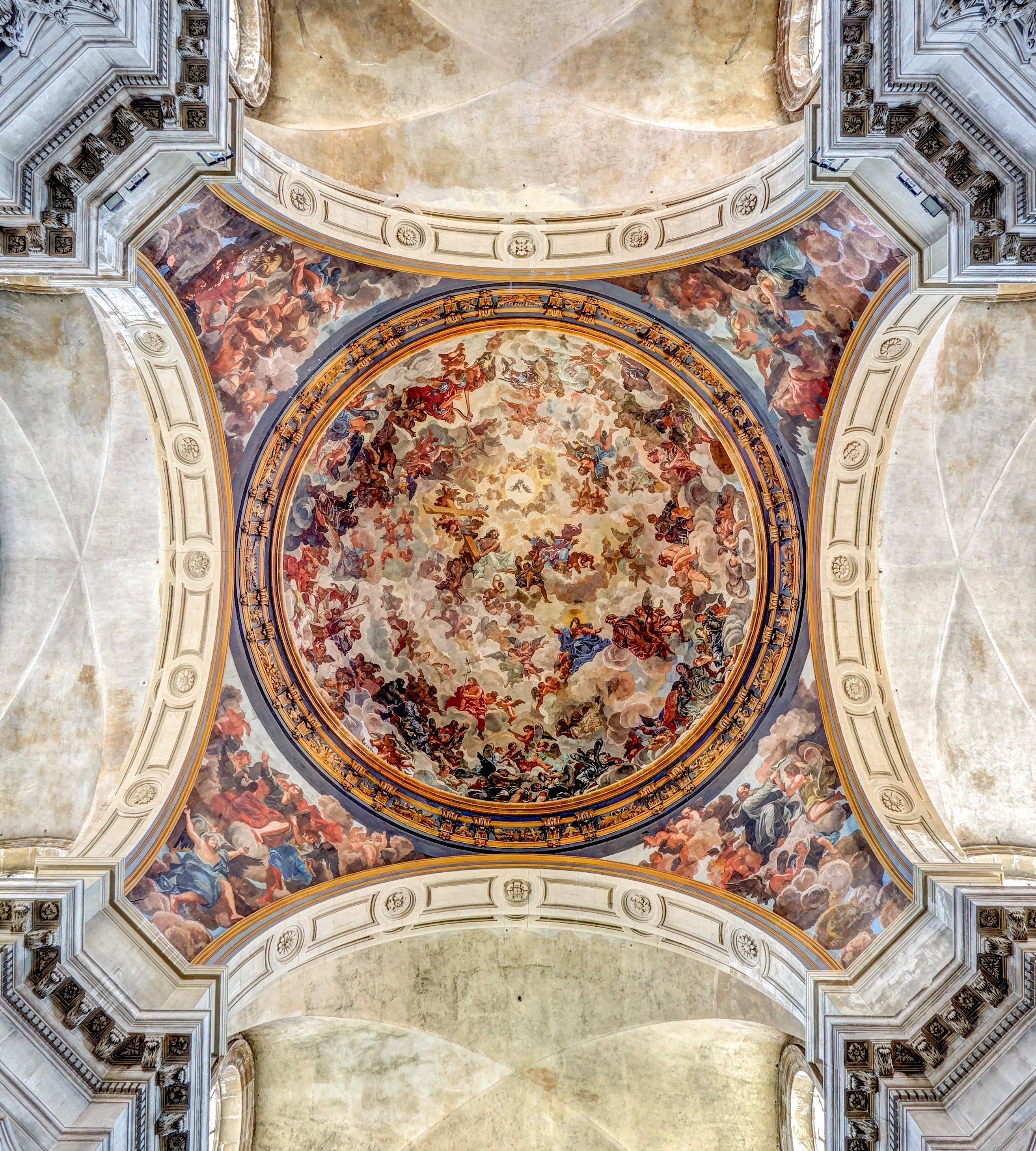
Interior de la cúpula de la Catedral de Nancy.

## Biografía
Nacido en una casa próxima al actual Hôtel de Ludres, fue alumno del pintor Claude Charles (1661-1747) y se formó en Roma, donde ganó varios premios en la Academia de San Lucas.
Fue pintor de Leopoldo I de Lorena. Entre sus alumnos estuvo André Joly.

## Obras

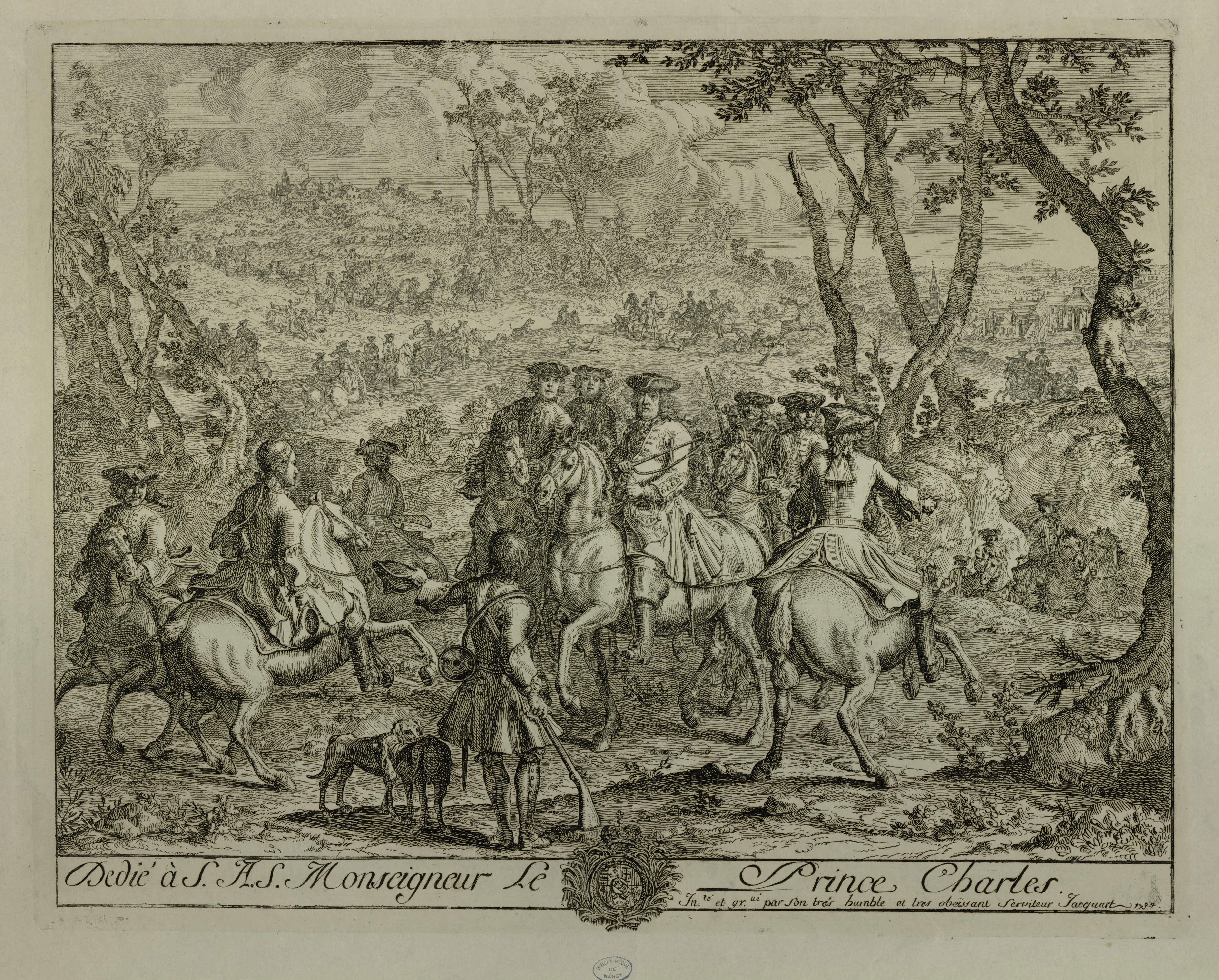
Grabado de Claude Jacquart, Scène de chasse (escena de caza), aguafuerte y buril, realizado en 1734.

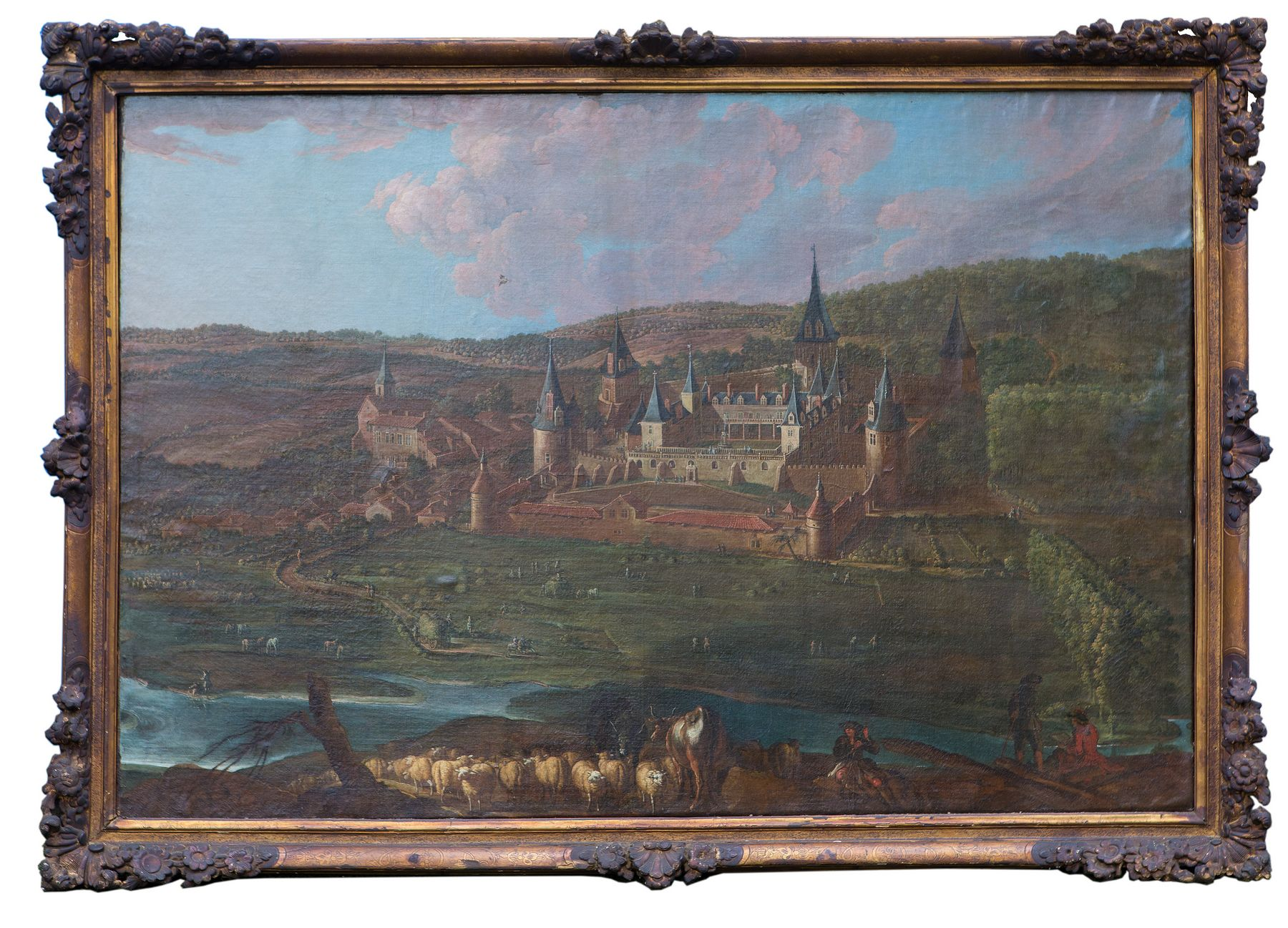
Vista del castillo renacentista de Neuviller-sur-Moselle, 1735

El duque Leopoldo le encargó numerosos trabajos para ensalzar las victorias militares de su padre, Carlos V de Lorena. 
Es célebre sobre todo por el fresco del interior de la cúpula de la catedral de Nancy, pintado entre 1723 y 1727 y dedicado a la Gloria Celestial. 
Varios de sus cuadros se usaron para ser plasmados en tapices del taller de los Gobelinos. En 1736, pintó el "Templo del Himeneo" para la boda de Francisco III de Lorena con     María Teresa de Austria.
Los museos de Lorena y de Bellas Artes de Nancy exponen varias obras de Jacquart.

### Homenaje
Una calle de Nancy lleva su nombre, la rue Jacquard. Aunque el apellido internacional del pintor es ahora Claude Jacquart, la calle conserva su nombre original desde 1867.